# جون أفون
جون أفون (بالإنجليزية: John Avon)‏ هو رسام توضيحي بريطاني، ولد في 1961 في كارديف في المملكة المتحدة.

## وصلات خارجية
- الموقع الرسمي